# Emanuele Di Gregorio
Emanuele Di Gregorio (ur. 13 grudnia 1980 w Castellammare del Golfo) – włoski sprinter, olimpijczyk.
Brązowy medalista Halowych Mistrzostw Europy w Lekkoatletyce w Turynie w 2009 na dystansie 60 metrów. W tym samym sezonie zajął w Sofii trzecie miejsce w biegu na 100 metrów podczas mistrzostw świata wojskowych, a na igrzyskach śródziemnomorskich wywalczył srebro na 100 metrów i złoto w sztafecie 4 × 100 metrów.
Został srebrnym medalistą w sztafecie 4 × 100 metrów podczas mistrzostw Europy w 2010 w Barcelonie.

## Rekordy życiowe
- Bieg na 100 metrów – 10,17 (2010)
- Bieg na 60 metrów (hala) – 6,56 (2009)